# Rio Balciu
O Rio Balciu é um rio da Romênia afluente do rio Bahlui, localizado no distrito de Iaşi.